# Ulf Bengtsson
Ulf Bengtsson (26 januari 1960 – 17 maart 2019) was een Zweeds tafeltennisser. Hij werd in Moskou 1984 Europees kampioen enkelspel. Vier jaar later won hij een tweede Europese titel in het landentoernooi met het Zweedse nationale mannenteam, met wie hij twee keer zilver won op de wereldkampioenschappen.

## Sportieve loopbaan
Bengtsson (geen familie van tafeltennisser Stellan Bengtsson) was internationaal actief van 1982 tot en met 1989. In die tijd speelde hij drie WK's, drie EK's en op drie edities van de World Cup. Daarnaast plaatste de Zweed zich zowel in 1983 als 1985 voor de Europese Top-12.
Bengtsson greep met het Zweedse nationale team twee keer net naast de wereldtitel in het ploegentoernooi. Noch in 1983, noch in 1985 konden de Scandinaviërs echter de reeks Chinese zeges doorbreken. Ook in de voor hem succesvolste editie van de World Cup, in 1984, miste hij maar net de hoogste trede van het erepodium. Ditmaal was brons zijn beloning. EK-titels won Bengtsson wel twee. In de eindstrijd van het enkelspel in 1984 versloeg hij de Pool Andrzej Grubba. Vier jaar later was hij lid van de Zweedse mannenploeg die het landentoernooi won.